# Eat My Shorts – Hagener Kurzfilmfestival

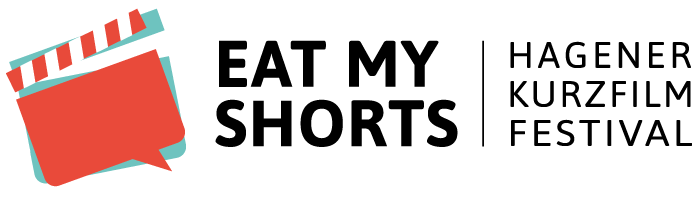
Logo des Festivals

Das Eat My Shorts – Hagener Kurzfilmfestival ist ein deutsches Kurzfilmfestival. Es findet seit 2013 bisher jährlich im Oktober oder November im nordrheinwestfälischen Hagen statt. Es werden in der Regel jeweils sechs deutsche Kurzfilme zu dem Festival eingeladen und für den Jurypreis nominiert. Die Festivaljury setzt sich zumeist aus bekannten Personen der deutschen Filmbranche zusammen.

## Geschichte
Das Eat My Shorts – Hagener Kurzfilmfestival wurde vom ehemaligen Pharmareferenten Bernhard Steinkühler, inspiriert durch seinen Sohn Dustin Steinkühler, der als Produzent und Regisseur tätig ist, 2013 ins Leben gerufen. Der Name des Festivals ist an den Ausspruch „Eat My Shorts“ (deutsch: „Friss meine Unterhosen“) der Figur Bart Simpson aus der Zeichentrickserie Die Simpsons angelehnt. Sind in der Fernsehserie mit shorts allerdings Unterhosen gemeint, so meint das Festival damit Kurzfilme.
Bernhard Steinkühler leitet das Filmfestival und präsentiert es in Zusammenarbeit mit dem Kultur und Filmförderverein Hagen in Westfalen e. V. und der Dortmunder Firma FYNAL AG. Das Festival fand ab 2019 nicht mehr im Cinestar – Kino von Hagen, sondern im Theater Hagen statt. Der Eröffnungsfilm des Festivals, welcher nicht im Wettbewerb läuft und ein abendfüllender Spielfilm sein kann, soll weiterhin im Cinestar – Kino gezeigt werden.
2018 erhielt Steinkühler 3100 Filmeinreichungen, nachdem es in den Anfangsjahren des Filmfestivals noch nicht einmal hundert Bewerbungen waren. 2020 fand das Festival, bedingt durch die COVID-19-Pandemie in Deutschland, nicht statt.

## Profil
Das in der Regel dreitägige Eat My Shorts – Hagener Kurzfilmfestival richtet sich an deutsche Film- und Medienschaffende. Es können dokumentarische und fiktive Filmarbeiten, die nicht älter als drei Jahre sind und eine Laufzeit von zirka zwanzig Minuten nicht überschreiten, und Musikvideos, die eine Laufzeit von zirka sieben Minuten nicht überschreiten, eingereicht werden. Nach einem Eröffnungsfilm werden am Folgetag die sechs nominierten Kurzfilme alle an einem Abend nacheinander vor dem Kinopublikum und der Festivaljury präsentiert. Letztere berät sich nach der Sichtung und verkündet dann am selben Abend den Gewinnerfilm und die Zweit- und Drittplatzierten. Der Gewinner erhält 2000 Euro, eine „Adam-Trophäe“ und eine Urkunde, der Zweitplatzierte 1000 Euro und eine Urkunde und der Drittplatzierte 500 Euro und eine Urkunde.
Seit 2013 wird in der Regel auch der Träger des Publikumspreises bekanntgegeben oder gegebenenfalls eine Lobende Erwähnung ausgesprochen.
Darüber hinaus wird seit 2017 der Gewinner des Hagener (NRW) Filmfenster (ehemals Hagener Filmfenster und danach NRW Filmfenster) verkündet. Dieser Preis geht an Filme, deren Macher aus Hagen kommen oder die in Hagen gedreht wurden. Der Sieger, der schon im Vorfeld des Festivalevents gekürt wird, erhält ein Fördergeld in Höhe von 750 Euro. Eine Ausnahme bildete das Jahr 2023. Da war die Voraussetzung, dass der Film in Nordrhein-Westfalen realisiert worden sein muss oder von einer dort lebenden Person.
Darüber hinaus werden jedes Jahr auch Sonderpreise an renommierte Schauspielerinnen oder Schauspieler verliehen, wie z. B. der Ehrendarstellerpreis.

## Jury und Ehrengäste
Ein weiteres Kennzeichen des Filmfestivals sind bekannte Persönlichkeiten der Filmbranche, die jedes Jahr als Ehrengäste (u. a. Aglaia Szyszkowitz, Heinz Hoenig) eingeladen werden und mit die Jury bilden, wie 2022 der US-Schauspieler Eric Roberts. Erik O. Schulz, der Oberbürgermeister der Stadt Hagen saß 2022 ebenfalls in der Jury des Festivals.
Bisher saßen prominente Drehbuchautoren, Schauspieler und Regisseure in der Jury wie Anthony Arndt, Dietmar Bär, Tom Barcal, Ralf Bauer, David Bennent, Meret Becker, Radost Bokel, Gedeon Burkhard, Elisabeth Brück, Emma Drogunova, Karoline Eichhorn, Harold Faltermeyer, Uwe Fellensiek, Francis Fulton-Smith, Jessica Ginkel, Marco Girnth, Damian Hardung, Jörg Hartmann, Torsten „Toto“ Heim, Bernd Herzsprung, Heinz Hoenig, Eric Dean Hordes, Timo Jacobs, Horst Janson, Katy Karrenbauer, Dorkas Kiefer, Nastassja Kinski, Sonja Kirchberger, Vincent Krüger, Anja Kruse, Günter Lamprecht, Sven Martinek, Albert Meisl, Sunnyi Melles, Ralf Möller,  Franco Nero, Christine Neubauer, Jochen Nickel, Inger Nilsson, Zachi Noy, Ralf Richter, Raúl Richter, Thure Riefenstein, Eric Roberts, Uwe Rohde, Claude-Oliver Rudolph, Birge Schade, Reiner Schöne, Erik O. Schulz, Martin Semmelrogge, Elke Sommer, Tanja Szewczenko, Jördis Triebel, Hansjörg Thurn, Christine Urspruch, Julius Weckauf, Katja Weitzenböck, Judy Winter, Katja Woywood, Dennenesch Zoudé, Nico Zavelberg oder Peter Zingler.
Die Schauspieler Uwe Rohde und Claude-Oliver Rudolph saßen bereits bei der ersten Festivalausgabe im Jahr 2013 in der Jury und waren auch in den Folgejahren immer wieder dort vertreten. Im Rahmen des Filmfestivals haben sich 2018 die Schauspieler Günter Lamprecht und Judy Winter ins Goldene Buch der Stadt Hagen eingetragen. 2019 signierten Horst Janson und Christine Neubauer das Buch und 2023 trugen sich Dietmar Bär, Jörg Hartmann und Reiner Schöne darin ein.

## Preise

### Nominierte und Gewinner – Kurzfilme
2013
- Klowinski – Regie: Marvin Litwak (1. Platz, Publikumspreis)
- Reverie – Regie: Valentin Gagarin, Shujun Wong, Robert Wincierz (2. Platz)
- Lights, Camera, Action – Regie: Erhan Dogan (3. Platz)

2014
- Pflegestufe – Regie: Julia Peters (1. Platz)
- Border Patrol – Regie: Peter Baumann (2. Platz)
- Fürchtet euch nicht – Regie: Marc Misman (3. Platz)
- Süße Seeluft – Regie: Stefan Siebert, Thomas Hessmann (Publikumspreis)
- Wo wir sind – Regie: İlker Çatak
- Waltzing Matilda – Regie: Sven Philipp Pohl

2015
- Erledigung einer Sache – Regie: Dustin Loose (1. Platz)
- Er und Sie – Regie: Marco Gadge (2. Platz, Publikumspreis)
- Die Ausgestoßenen – Regie: Tim Ellrich (3. Platz)
- Sonne, Sonne, Sonne – Regie: Leonel Dietsche (Lobende Erwähnung)
- We will stay in touch about it – Regie: Jan Zabeil
- Madama Butterfly – Regie: Andreas Kessler, Lea Najjar

2016
- Samira – Regie: Charlotte Rolfes (1. Platz)
- Erfrischt-einzigartig – Regie: Johannes Klais (2. Platz)
- Butter Brioche – Regie: Christopher Kaufmann (3. Platz)
- Die Badewanne – Regie: Tim Ellrich (Belobigung)
- Mikelis – Regie: Marc Bethke
- Berlin Metanoia – Regie: Erik Schmitt

2017
- Cigarbox Blues – Regie: Christopher Kaufmann (1. Platz)
- Watu Wote – Regie: Katja Benrath (2. Platz)
- Different Bayern – Regie: Matthias Koßmehl (3. Platz)
- Musikvideo „Liebe liebt“, Glüxkinder (Publikumspreis) – Regie: Stefan Job
- Meinungsaustausch – Regie: Sophie Linnenbaum, Sophia Bösch
- Ruah – Regie: Flurin Giger
- Die Maler kommen – Regie: Stefan Lampadius
- Erstaunliche Entdeckungen – Regie: Benno Janke von Kopter-Hagen (Außerhalb des Wettbewerbes, Gewinner des Hagener Filmfenster)

2018
- Der Mandarinenbaum – Regie: Cengiz Akaygün (1. Platz)
- Irgendwer – Regie: Marco Gadge (2. Platz, Publikumspreis)
- You’re welcome – Regie: Rebecca Panian (3. Platz)
- Aron Bow – Regie: Bernhard Kreutzer
- Biest – Regie: Sandra Schröder
- Herzilein – Regie: Sinje Köhler
- Mia – Regie: Tom Sielemann (Außerhalb des Wettbewerbes, Gewinner des Hagener Filmfenster)

2019
- Sei der Frosch – Regie: Eveline Schönfeld (1. Platz)
- Ein fairer Deal – Regie: Garry Savenkov (2. Platz)
- Nicht im Traum – Regie: Astrid Menzel (3. Platz)
- Der Besuch – Regie: Christian Werner (Publikumspreis)
- Wild West Compressed – Regie: Christian Kaufmann
- Unter Schülern – Regie: Jannik Gensler
- Hart auf 4. Die Synchroncomedy – Regie: Christopher Groß
- Pitter-Patter goes the Rain – Regie: Tim Linke (Außerhalb des Wettbewerbes, Gewinner des Hagener Filmfenster)

2021
- Der Sieg der Barmherzigkeit – Regie: Albert Meisl (1. Platz)
- Vater? – Regie: Aydin Isik (2. Platz)
- Malou – Regie: Adi Wojaczek (3. Platz)
- Malou – Regie: Adi Wojaczek (Publikumspreis)
- Das Läuten – Regie: Erik Zühlsdorf
- Sorgenfresser – Regie: Maximilian Leinfelder
- Libero – Regie: Maximilian Bohl
- Oh Sh*t! – Regie: Elsa van Damke
- Phoenix – Regie: Florian Felix Koch (Außerhalb des Wettbewerbes, Gewinner des Hagener Filmfenster)

2022
- A Dark Moment of Faith – Regie: Zornitsa Dimitrova (1. Platz)
- The Art Of Authenticity – Regie: Carlo Oppermann (2. Platz, Publikumspreis)
- Zeitpunkt X – Regie: Simon Schneider (3. Platz)
- Aysha – Regie: Cengiz Akaygün
- Get Home Safe – Regie: Tamara Denic
- Kippenschnippen – Regie: Elena Weiss
- Hemd in die Hose – Regie: Christoph Otto (Außerhalb des Wettbewerbes, Gewinner des NRW Filmfenster)

2023
- Das zieh ich an, wenn ich tot bin – Regie: Marvin Menné (1. Platz)
- Ilse – Regie: Claudia Engl, Judith Hoersch (2. Platz, Publikumspreis)
- Gardez – Regie: Julian Isfort (3. Platz)
- Nellys Story – Regie: Jonas Steinacker
- Plopp – Regie: Carolin Glomp
- Mauer des Schweigens – Regie: Leonard Mink
- Hex Papa, Hex! – Regie: Leonard Carow (Außerhalb des Wettbewerbes, Gewinner des Hagener (NRW) Filmfenster)

2024
- Liebe mit Substanz – Regie: Lukas Treudler (1. Platz)
- Mitera – Regie: Dietrich Pollak (2. Platz, Publikumspreis)
- Maifeld – Regie: Nele Johann (3. Platz)
- Ein Fahrrad für Alicia – Regie: Masha Mollenhauer
- Eine Person Ex – Regie: Alexander Löwen
- Ironie des Schicksals – Regie: Chantal Coutinho
- pieces – Regie: Klara Schmickler (Außerhalb des Wettbewerbes, Gewinner des NRW Filmfenster)

### Sonderpreise für Schauspielerinnen und Schauspieler

#### Ehrendarstellerpreis
- 2013: Claude-Oliver Rudolph
- 2014: Nastassja Kinski
- 2015: Inger Nilsson
- 2016: Sunnyi Melles
- 2017: Elke Sommer
- 2018: Günter Lamprecht, Judy Winter
- 2019: Horst Janson[17]
- 2021: Brigitte Grothum
- 2023: Reiner Schöne
- 2024: Franco Nero

#### Jean Gabin – Preis
- 2022: Claude-Oliver Rudolph

#### Award For The Most Versatile Actor In Hollywood
- 2022: Eric Roberts

#### Award für den besten Seriendarsteller in letzten 26 Jahren
- 2023: Dietmar Bär

#### Award für herausragende Leistungen im Dortmunder Tatort
- 2023: Jörg Hartmann

#### Kinderdarstellerpreis
- 2019: Julius Weckauf

#### Nachwuchsdarstellerpreis
- 2019: Emma Drogunova